# Newk's Time
| Recensione | Giudizio |
| ---------- | -------- |
| AllMusic   |          |

Newk's Time è un album in studio del sassofonista jazz statunitense Sonny Rollins, pubblicato dalla Blue Note Records nel marzo del 1959 .

## Tracce
LP (1959, Blue Note Records, BLP 4001)
Lato A
1. Tune Up – 5:42 (musica: Miles Davis)
2. Asiatic Raes – 5:55 (musica: Kenny Dorham)
3. Wonderful! Wonderful! – 5:55 (testo: Ben Raleigh – musica: Sherman Edwards)

Lato B
1. The Surrey with the Fringe on Top – 6:30 (testo: Oscar Hammerstein II – musica: Richard Rodgers)
2. Blues for Philly Joe – 6:39 (musica: Sonny Rollins)
3. Namely You – 3:17 (testo: Johnny Mercer – musica: Gene de Paul)

- Durata brani ricavati dalla ristampa su CD del 1990, pubblicato dalla Blue Note Records (CDP 7 84001 2)

## Formazione
- Sonny Rollins – sassofono tenore
- Wynton Kelly – pianoforte (eccetto nel brano: The Surrey with the Fringe on Top)
- Doug Watkins – contrabbasso (eccetto nel brano: The Surrey with the Fringe on Top)
- Philly Joe Jones – batteria

### Produzione
- Alfred Lion – produzione
- Registrazioni effettuate al Van Gelder Studio di Hackensack, New Jersey (Stati Uniti) il 22 settembre 1957
- Rudy Van Gelder – ingegnere delle registrazioni
- Francis Wolff – foto copertina album originale
- Joe Goldberg – note retrocopertina album originale [3]